# Natação nos Jogos Olímpicos de Verão de 2020 - Qualificação
Este artigo detalha a fase de qualificação da natação nos Jogos Olímpicos de Verão de 2020. (As Olimpíadas foram adiadas para 2021 devido à pandemia de COVID-19). Para o esporte, o sistema de qualificação seguinte está válido, com data final para qualificação em 27 de junho de 2021.

## Regras de qualificação
Um Comitê Olímpico Nacional (CON) pode inscrever o máximo de dois atletas para cada evento individual, porém apenas se ambos os atletas tiverem conseguido o Tempo de Qualificação Olímpica (TQO). Um atleta por evento pode fazer parte da competição se tiver o Tempo de Seleção Olímpica (TSO) ou se a cota de 878 atletas não tiver sido atingida. CONs também podem permitir um nadador de cada gênero em uma vaga de universalidade, contanto que não tenha nadadores com nenhuma das marcas acima (TQO/TSO).
Nos eventos de revezamento, o máximo de 16 equipes qualificadas por evento deve ser permitido, com um total de 112 equipes de revezamento; cada CON pode inscrever uma equipe por evento. As doze primeiras equipes colocadas no Campeonato Mundial de 2019 estarão automaticamente qualificadas para os Jogos, enquanto as quatro vagas restantes por prova devem ser conquistadas pelas equipes com tempo mais rápido no ranking da FINA.
Devido às circunstâncias excepcionais desencadeadas pela crise da COVID-19, com adiamento das Olimpíadas e um intervalo de dois anos sem precedentes entre o Mundial e anova data dos Jogos, a FINA revisou a regra de universalidade que permitiria a uma nação inscrever um homem e uma mulher, baseado na Tabela de pontos (edição de 2021). Nadadores de CONs que tiveram o TSO alocado como vaga de universalidade poderiam ser inscritos em um máximo de dois eventos individuais, enquanto os CONs sem TQO ou TSO foram limitados a inscrever um atleta em um evento individual, apenas.
Após o fim do período de qualificação, a FINA irá avaliar o número de atletas que conquistaram o TQO, o número de atletas apenas de revezamento e o número de vagas de universalidade, antes de convidar atletas com TSO para preencher a cota total de 878. Adicionalmente, as vagas de TSO serão distribuídas por evento de acordo com a posição no ranking mundial da FINA duranta a data limite.
Os tempos de qualificação devem ser obtidos em Campeonatos Mundiais, Campeonatos Continentais, Eventos de Qualificação Continentais, Campeonatos Nacionais e Seletivas, ou competições internacionais aprovadas pela FINA no período de 1 de março de 2019 a 27 de junho de 2021.
Os tempos de qualificação da FINA foram os seguintes:
| Eventos masculinos | Eventos masculinos | Eventos masculinos | Eventos femininos | Eventos femininos | Eventos femininos |
| Evento             | TQO                | TSO                | Evento            | TQO               | TSO               |
| ------------------ | ------------------ | ------------------ | ----------------- | ----------------- | ----------------- |
| 50 m livre         | 22.01              | 22.67              | 50 m livre        | 24.77             | 25.51             |
| 100 m livre        | 48.57              | 50.03              | 100 m livre       | 54.38             | 56.01             |
| 200 m livre        | 1:47.02            | 1:50.23            | 200 m freestyle   | 1:57.28           | 2:00.80           |
| 400 m livre        | 3:46.78            | 3:53.58            | 400 m livre       | 4:07.90           | 4:15.34           |
| 800 m livre        | 7:54.31            | 8:08.54            | 800 m livre       | 8:33.36           | 8:48.76           |
| 1500 m livre       | 15:00.99           | 15:28.02           | 1500 m livre      | 16:32.04          | 17:01.80          |
| 100 m costas       | 53.85              | 55.47              | 100 m costas      | 1:00.25           | 1:02.06           |
| 200 m costas       | 1:57.50            | 2:01.03            | 200 m costas      | 2:10.39           | 2:14.30           |
| 100 m peito        | 59.93              | 1:01.73            | 100 m peito       | 1:07.07           | 1:09.08           |
| 200 m peito        | 2:10.35            | 2:14.26            | 200 m peito       | 2:25.52           | 2:29.89           |
| 100 m borboleta    | 51.96              | 53.52              | 100 m borboleta   | 57.92             | 59.66             |
| 200 m borboleta    | 1:56.48            | 1:59.97            | 200 m borboleta   | 2:08.43           | 2:12.28           |
| 200 m medley       | 1:59.67            | 2:03.26            | 200 m medley      | 2:12.56           | 2:16.54           |
| 400 m medley       | 4:15.84            | 4:21.46            | 400 m medley      | 4:38.53           | 4:46.89           |

## Eventos individuais
Aqueles que atingiram o Tempo de Qualificação Olímpica (TQO) ou o Tempo de Seleção Olímpica (TSO) ou receberam uma vaga de universalidade estão listados abaixo para cada um dos seguintes eventos individuais:

### Eventos masculinos individuais

#### 50 m livre
| Forma de qualificação                  | Número de atletas | CON                               | Nadadores qualificados              |
| -------------------------------------- | ----------------- | --------------------------------- | ----------------------------------- |
| Tempo de Qualificação Olímpica – 22.01 | 2                 | USA Estados Unidos                |                                     |
| Tempo de Qualificação Olímpica – 22.01 | 2                 | FRA França                        | Florent Manaudou Maxime Grousset    |
| Tempo de Qualificação Olímpica – 22.01 | 2                 | GBR Grã-Bretanha                  | Ben Proud David Cumberlidge         |
| Tempo de Qualificação Olímpica – 22.01 | 2                 | ITA Itália                        |                                     |
| Tempo de Qualificação Olímpica – 22.01 | 2                 | JPN Japão                         |                                     |
| Tempo de Qualificação Olímpica – 22.01 | 2                 | NED Países Baixos                 | Thom de Boer Jesse Puts             |
| Tempo de Qualificação Olímpica – 22.01 | 2                 | POL Polônia                       | Konrad Czerniak Paweł Juraszek      |
| Tempo de Qualificação Olímpica – 22.01 | 2                 | RUS Rússia                        | Kliment Kolesnikov Vladimir Morozov |
| Tempo de Qualificação Olímpica – 22.01 | 1                 | RSA África do Sul                 |                                     |
| Tempo de Qualificação Olímpica – 22.01 | 1                 | GER Alemanha                      |                                     |
| Tempo de Qualificação Olímpica – 22.01 | 1                 | AUS Austrália                     | Cameron McEvoy                      |
| Tempo de Qualificação Olímpica – 22.01 | 1                 | ALG Argélia                       | Oussama Sahnoune                    |
| Tempo de Qualificação Olímpica – 22.01 | 1                 | BRA Brasil                        | Bruno Fratus                        |
| Tempo de Qualificação Olímpica – 22.01 | 1                 | CAN Canadá                        |                                     |
| Tempo de Qualificação Olímpica – 22.01 | 1                 | CHN China                         | Yu Hexin                            |
| Tempo de Qualificação Olímpica – 22.01 | 1                 | EGY Egito                         | Ali Khalafalla                      |
| Tempo de Qualificação Olímpica – 22.01 | 1                 | FIN Finlândia                     | Ari-Pekka Liukkonen                 |
| Tempo de Qualificação Olímpica – 22.01 | 1                 | GRE Grécia                        | Kristian Gkolomeev                  |
| Tempo de Qualificação Olímpica – 22.01 | 1                 | HUN Hungria                       |                                     |
| Tempo de Qualificação Olímpica – 22.01 | 1                 | ISR Israel                        | Meiron Cheruti                      |
| Tempo de Qualificação Olímpica – 22.01 | 1                 | UKR Ucrânia                       | Vladyslav Bukhov                    |
| Tempo de Seleção Olímpica – 22.67      | 1                 |                                   |                                     |
| Vagas de Universalidade                | 1                 |                                   |                                     |
| Vagas de convite                       | 1                 | ROT Equipe Olímpica de Refugiados | Alaa Maso                           |
| Total                                  | 28                |                                   |                                     |

#### 100 m livre
| Forma de qualificação                  | Número de atletas | CON                   | Nadadores qualificados            |
| -------------------------------------- | ----------------- | --------------------- | --------------------------------- |
| Tempo de Qualificação Olímpica – 48.57 | 2                 | AUS Austrália         | Kyle Chalmers Matthew Temple      |
| Tempo de Qualificação Olímpica – 48.57 | 2                 | BRA Brasil            | Pedro Spajari Gabriel Santos      |
| Tempo de Qualificação Olímpica – 48.57 | 2                 | CHN China             |                                   |
| Tempo de Qualificação Olímpica – 48.57 | 2                 | KOR Coreia do Sul     | Hwang Sun-woo Park Seon-kwan      |
| Tempo de Qualificação Olímpica – 48.57 | 2                 | USA Estados Unidos    | Zach Apple Caeleb Dressel         |
| Tempo de Qualificação Olímpica – 48.57 | 2                 | FRA França            |                                   |
| Tempo de Qualificação Olímpica – 48.57 | 2                 | GBR Grã-Bretanha      | Matthew Richards Duncan Scott     |
| Tempo de Qualificação Olímpica – 48.57 | 2                 | HUN Hungria           |                                   |
| Tempo de Qualificação Olímpica – 48.57 | 2                 | ITA Itália            |                                   |
| Tempo de Qualificação Olímpica – 48.57 | 2                 | JPN Japão             | Katsumi Nakamura                  |
| Tempo de Qualificação Olímpica – 48.57 | 2                 | RUS Rússia            | Kliment Kolesnikov Andrey Minakov |
| Tempo de Qualificação Olímpica – 48.57 | 1                 | GER Alemanha          | Damian Wierling                   |
| Tempo de Qualificação Olímpica – 48.57 | 1                 | ALG Argélia           | Oussama Sahnoune                  |
| Tempo de Qualificação Olímpica – 48.57 | 1                 | CAN Canadá            |                                   |
| Tempo de Qualificação Olímpica – 48.57 | 1                 | GRE Grécia            | Apostolos Christou                |
| Tempo de Qualificação Olímpica – 48.57 | 1                 | NED Países Baixos     |                                   |
| Tempo de Qualificação Olímpica – 48.57 | 1                 | ROU Romênia           | David Popovici                    |
| Tempo de Qualificação Olímpica – 48.57 | 1                 | SRB Sérvia            | Andrej Barna                      |
| Tempo de Qualificação Olímpica – 48.57 | 1                 | SUI Suíça             | Roman Mityukov                    |
| Tempo de Qualificação Olímpica – 48.57 | 1                 | TTO Trinidad e Tobago | Dylan Carter                      |
| Tempo de Qualificação Olímpica – 48.57 | 1                 | UKR Ucrânia           | Serhiy Shevtsov                   |
| Tempo de Seleção Olímpica – 50.03      | 1                 |                       |                                   |
| Vagas de Universalidade                | 1                 |                       |                                   |
| Total                                  | 32                |                       |                                   |

#### 200 m livre
| Forma de qualificação                    | Número de atletas | CON                | Nadadores qualificados          |
| ---------------------------------------- | ----------------- | ------------------ | ------------------------------- |
| Tempo de Qualificação Olímpica – 1:47.02 | 2                 | AUS Austrália      | Kyle Chalmers Elijah Winnington |
| Tempo de Qualificação Olímpica – 1:47.02 | 2                 | BRA Brasil         | Breno Correia Fernando Scheffer |
| Tempo de Qualificação Olímpica – 1:47.02 | 2                 | CHN China          | Ji Xinjie Wang Shun             |
| Tempo de Qualificação Olímpica – 1:47.02 | 2                 | USA Estados Unidos | Townley Haas Kieran Smith       |
| Tempo de Qualificação Olímpica – 1:47.02 | 2                 | FRA França         | Jonathan Atsu Jordan Pothain    |
| Tempo de Qualificação Olímpica – 1:47.02 | 2                 | GBR Grã-Bretanha   | Thomas Dean Duncan Scott        |
| Tempo de Qualificação Olímpica – 1:47.02 | 2                 | HUN Hungria        |                                 |
| Tempo de Qualificação Olímpica – 1:47.02 | 2                 | ITA Itália         |                                 |
| Tempo de Qualificação Olímpica – 1:47.02 | 2                 | RUS Rússia         | Ivan Girev Martin Malyutin      |
| Tempo de Qualificação Olímpica – 1:47.02 | 1                 | GER Alemanha       | Lukas Märtens                   |
| Tempo de Qualificação Olímpica – 1:47.02 | 1                 | AUT Áustria        | Felix Auböck                    |
| Tempo de Qualificação Olímpica – 1:47.02 | 1                 | KOR Coreia do Sul  | Hwang Sun-woo                   |
| Tempo de Qualificação Olímpica – 1:47.02 | 1                 | EST Estônia        | Kregor Zirk                     |
| Tempo de Qualificação Olímpica – 1:47.02 | 1                 | JPN Japão          | Katsuhiro Matsumoto             |
| Tempo de Qualificação Olímpica – 1:47.02 | 1                 | LTU Lituânia       | Danas Rapšys                    |
| Tempo de Qualificação Olímpica – 1:47.02 | 1                 | NED Países Baixos  |                                 |
| Tempo de Qualificação Olímpica – 1:47.02 | 1                 | SRB Sérvia         | Velimir Stjepanović             |
| Tempo de Qualificação Olímpica – 1:47.02 | 1                 | SWE Suécia         | Robin Hanson                    |
| Tempo de Qualificação Olímpica – 1:47.02 | 1                 | SUI Suíça          | Antonio Djakovic                |
| Tempo de Seleção Olímpica – 1:50.23      | 1                 |                    |                                 |
| Vagas de Universalidade                  | 1                 |                    |                                 |
| Total                                    | 28                |                    |                                 |

#### 400 m livre
| Forma de qualificação                    | Número de atletas | CON                | Nadadores qualificados            |
| ---------------------------------------- | ----------------- | ------------------ | --------------------------------- |
| Tempo de Qualificação Olímpica – 3:46.78 | 2                 | GER Alemanha       | Lukas Märtens Henning Mühlleitner |
| Tempo de Qualificação Olímpica – 3:46.78 | 2                 | AUS Austrália      | Jack McLoughlin Elijah Winnington |
| Tempo de Qualificação Olímpica – 3:46.78 | 2                 | CHN China          |                                   |
| Tempo de Qualificação Olímpica – 3:46.78 | 2                 | USA Estados Unidos | Jake Mitchell Kieran Smith        |
| Tempo de Qualificação Olímpica – 3:46.78 | 2                 | ITA Itália         | Marco De Tullio Gabriele Detti    |
| Tempo de Qualificação Olímpica – 3:46.78 | 2                 | RUS Rússia         | Martin Malyutin Aleksandr Yegorov |
| Tempo de Qualificação Olímpica – 3:46.78 | 1                 | AUT Áustria        | Felix Auböck                      |
| Tempo de Qualificação Olímpica – 3:46.78 | 1                 | BRA Brasil         | Guilherme Costa                   |
| Tempo de Qualificação Olímpica – 3:46.78 | 1                 | GBR Grã-Bretanha   | Kieran Bird                       |
| Tempo de Qualificação Olímpica – 3:46.78 | 1                 | HUN Hungria        |                                   |
| Tempo de Qualificação Olímpica – 3:46.78 | 1                 | LTU Lituânia       | Danas Rapšys                      |
| Tempo de Qualificação Olímpica – 3:46.78 | 1                 | SUI Suíça          | Antonio Djakovic                  |
| Tempo de Seleção Olímpica – 3:53.58      | 1                 |                    |                                   |
| Vagas de Universalidade                  | 1                 | CHI Chile          | Eduardo Cisternas                 |
| Total                                    | 19                |                    |                                   |

#### 800 m livre
| Forma de qualificação                    | Número de atletas | CON                 | Nadadores qualificados                   |
| ---------------------------------------- | ----------------- | ------------------- | ---------------------------------------- |
| Tempo de Qualificação Olímpica – 7:54.31 | 2                 | GER Alemanha        | Florian Wellbrock                        |
| Tempo de Qualificação Olímpica – 7:54.31 | 2                 | CHN China           |                                          |
| Tempo de Qualificação Olímpica – 7:54.31 | 2                 | DEN Dinamarca       |                                          |
| Tempo de Qualificação Olímpica – 7:54.31 | 2                 | USA Estados Unidos  | Michael Brinegar Robert Finke            |
| Tempo de Qualificação Olímpica – 7:54.31 | 2                 | GBR Grã-Bretanha    |                                          |
| Tempo de Qualificação Olímpica – 7:54.31 | 2                 | GRE Grécia          | Dimitrios Markos Konstantinos Englezakis |
| Tempo de Qualificação Olímpica – 7:54.31 | 2                 | FRA França          | David Aubry                              |
| Tempo de Qualificação Olímpica – 7:54.31 | 2                 | ITA Itália          | Gregorio Paltrinieri                     |
| Tempo de Qualificação Olímpica – 7:54.31 | 2                 | JPN Japão           |                                          |
| Tempo de Qualificação Olímpica – 7:54.31 | 2                 | RUS Rússia          | Ilya Druzhinin Aleksandr Yegorov         |
| Tempo de Qualificação Olímpica – 7:54.31 | 2                 | UKR Ucrânia         | Serhiy Frolov Mykhailo Romanchuk         |
| Tempo de Qualificação Olímpica – 7:54.31 | 1                 | AUS Austrália       | Jack McLoughlin                          |
| Tempo de Qualificação Olímpica – 7:54.31 | 1                 | AUT Áustria         | Felix Auböck                             |
| Tempo de Qualificação Olímpica – 7:54.31 | 1                 | BRA Brasil          | Guilherme Costa                          |
| Tempo de Qualificação Olímpica – 7:54.31 | 1                 | CRO Croácia         | Franko Grgić                             |
| Tempo de Qualificação Olímpica – 7:54.31 | 1                 | EGY Egito           | Marwan El-Kamash                         |
| Tempo de Qualificação Olímpica – 7:54.31 | 1                 | IRL Irlanda         | Daniel Wiffen                            |
| Tempo de Qualificação Olímpica – 7:54.31 | 1                 | NOR Noruega         | Henrik Christiansen                      |
| Tempo de Qualificação Olímpica – 7:54.31 | 1                 | NZL Nova Zelândia   | Zac Reid                                 |
| Tempo de Qualificação Olímpica – 7:54.31 | 1                 | POL Polônia         |                                          |
| Tempo de Qualificação Olímpica – 7:54.31 | 1                 | POR Portugal        | José Paulo Lopes                         |
| Tempo de Qualificação Olímpica – 7:54.31 | 1                 | CZE República Checa | Jan Micka                                |
| Tempo de Qualificação Olímpica – 7:54.31 | 1                 | SRB Sérvia          | Vuk Čelić                                |
| Tempo de Qualificação Olímpica – 7:54.31 | 1                 | TUN Tunísia         | Ayoub Hafnaoui                           |
| Tempo de Qualificação Olímpica – 7:54.31 | 1                 | VIE Vietnã          | Nguyễn Huy Hoàng                         |
| Tempo de Seleção Olímpica – 8:08.54      | 1                 |                     |                                          |
| Vagas de Universalidade                  | 1                 |                     |                                          |
| Total                                    | 29                |                     |                                          |

#### 1500 m livre
| Forma de qualificação                     | Número de atletas | CON                 | Nadadores qualificados               |
| ----------------------------------------- | ----------------- | ------------------- | ------------------------------------ |
| Tempo de Qualificação Olímpica – 15:00.99 | 2                 | GER Alemanha        | Lukas Märtens Florian Wellbrock      |
| Tempo de Qualificação Olímpica – 15:00.99 | 2                 | CRO Croácia         | Franko Grgić Marin Mogić             |
| Tempo de Qualificação Olímpica – 15:00.99 | 2                 | DEN Dinamarca       |                                      |
| Tempo de Qualificação Olímpica – 15:00.99 | 2                 | USA Estados Unidos  |                                      |
| Tempo de Qualificação Olímpica – 15:00.99 | 2                 | FRA França          |                                      |
| Tempo de Qualificação Olímpica – 15:00.99 | 2                 | HUN Hungria         |                                      |
| Tempo de Qualificação Olímpica – 15:00.99 | 2                 | ITA Itália          | Gregorio Paltrinieri                 |
| Tempo de Qualificação Olímpica – 15:00.99 | 2                 | RUS Rússia          | Kirill Martynychev Aleksandr Yegorov |
| Tempo de Qualificação Olímpica – 15:00.99 | 2                 | UKR Ucrânia         | Serhiy Frolov Mykhailo Romanchuk     |
| Tempo de Qualificação Olímpica – 15:00.99 | 1                 | AUS Austrália       | Jack McLoughlin                      |
| Tempo de Qualificação Olímpica – 15:00.99 | 1                 | BRA Brasil          | Guilherme Costa                      |
| Tempo de Qualificação Olímpica – 15:00.99 | 1                 | CHN China           |                                      |
| Tempo de Qualificação Olímpica – 15:00.99 | 1                 | GBR Grã-Bretanha    | Daniel Jervis                        |
| Tempo de Qualificação Olímpica – 15:00.99 | 1                 | JPN Japão           |                                      |
| Tempo de Qualificação Olímpica – 15:00.99 | 1                 | NOR Noruega         | Henrik Christiansen                  |
| Tempo de Qualificação Olímpica – 15:00.99 | 1                 | POL Polônia         |                                      |
| Tempo de Qualificação Olímpica – 15:00.99 | 1                 | CZE República Checa | Jan Micka                            |
| Tempo de Qualificação Olímpica – 15:00.99 | 1                 | VIE Vietnã          | Nguyễn Huy Hoàng                     |
| Tempo de Seleção Olímpica – 15:28.02      | 1                 |                     |                                      |
| Vagas de Universalidade                   | 1                 |                     |                                      |
| Total                                     | 22                |                     |                                      |

#### 100 m costas
| Forma de qualificação                  | Número de atletas | CON                | Nadadores qualificados            |
| -------------------------------------- | ----------------- | ------------------ | --------------------------------- |
| Tempo de Qualificação Olímpica – 53.85 | 2                 | GER Alemanha       |                                   |
| Tempo de Qualificação Olímpica – 53.85 | 2                 | BRA Brasil         | Guilherme Basseto Guilherme Guido |
| Tempo de Qualificação Olímpica – 53.85 | 2                 | CAN Canadá         |                                   |
| Tempo de Qualificação Olímpica – 53.85 | 2                 | USA Estados Unidos | Hunter Armstrong Ryan Murphy      |
| Tempo de Qualificação Olímpica – 53.85 | 2                 | FRA França         | Yohann Ndoye Brouard Mewen Tomac  |
| Tempo de Qualificação Olímpica – 53.85 | 2                 | GBR Grã-Bretanha   | Luke Greenbank Joe Litchfield     |
| Tempo de Qualificação Olímpica – 53.85 | 2                 | HUN Hungria        |                                   |
| Tempo de Qualificação Olímpica – 53.85 | 2                 | ISR Israel         | Michael Laitarovsky               |
| Tempo de Qualificação Olímpica – 53.85 | 2                 | ITA Itália         | Thomas Ceccon                     |
| Tempo de Qualificação Olímpica – 53.85 | 2                 | ROU Romênia        | Robert Glință Daniel Martin       |
| Tempo de Qualificação Olímpica – 53.85 | 2                 | RUS Rússia         | Kliment Kolesnikov Evgeny Rylov   |
| Tempo de Qualificação Olímpica – 53.85 | 1                 | RSA África do Sul  | Pieter Coetze                     |
| Tempo de Qualificação Olímpica – 53.85 | 1                 | AUS Austrália      | Mitch Larkin                      |
| Tempo de Qualificação Olímpica – 53.85 | 1                 | AUT Áustria        | Bernhard Reitshammer              |
| Tempo de Qualificação Olímpica – 53.85 | 1                 | BLR Bielorrússia   | Mikita Tsmyh                      |
| Tempo de Qualificação Olímpica – 53.85 | 1                 | CHN China          | Xu Jiayu                          |
| Tempo de Qualificação Olímpica – 53.85 | 1                 | KOR Coreia do Sul  | Lee Ju-ho                         |
| Tempo de Qualificação Olímpica – 53.85 | 1                 | ESP Espanha        | Hugo González                     |
| Tempo de Qualificação Olímpica – 53.85 | 1                 | GRE Grécia         | Apostolos Christou                |
| Tempo de Qualificação Olímpica – 53.85 | 1                 | IRL Irlanda        | Shane Ryan                        |
| Tempo de Qualificação Olímpica – 53.85 | 1                 | JPN Japão          | Ryosuke Irie                      |
| Tempo de Qualificação Olímpica – 53.85 | 1                 | SGP Singapura      | Quah Zheng Wen                    |
| Tempo de Seleção Olímpica – 55.47      | 1                 |                    |                                   |
| Vagas de Universalidade                | 1                 |                    |                                   |
| Total                                  | 27                |                    |                                   |

#### 200 m costas
| Forma de qualificação                    | Número de atletas | CON                 | Nadadores qualificados          |
| ---------------------------------------- | ----------------- | ------------------- | ------------------------------- |
| Tempo de Qualificação Olímpica – 1:57.50 | 2                 | AUS Austrália       | Tristan Hollard                 |
| Tempo de Qualificação Olímpica – 1:57.50 | 2                 | CHN China           | Xu Jiayu                        |
| Tempo de Qualificação Olímpica – 1:57.50 | 2                 | USA Estados Unidos  | Bryce Mefford Ryan Murphy       |
| Tempo de Qualificação Olímpica – 1:57.50 | 2                 | FRA França          | Yohann Ndoye Brouard            |
| Tempo de Qualificação Olímpica – 1:57.50 | 2                 | ITA Itália          |                                 |
| Tempo de Qualificação Olímpica – 1:57.50 | 2                 | JPN Japão           | Ryosuke Irie Keita Sunama       |
| Tempo de Qualificação Olímpica – 1:57.50 | 2                 | POL Polônia         | Radosław Kawęcki Jakub Skierka  |
| Tempo de Qualificação Olímpica – 1:57.50 | 2                 | RUS Rússia          | Evgeny Rylov Grigory Tarasevich |
| Tempo de Qualificação Olímpica – 1:57.50 | 1                 | RSA África do Sul   |                                 |
| Tempo de Qualificação Olímpica – 1:57.50 | 1                 | KOR Coreia do Sul   | Lee Ju-ho                       |
| Tempo de Qualificação Olímpica – 1:57.50 | 1                 | ESP Espanha         | Nicolás García                  |
| Tempo de Qualificação Olímpica – 1:57.50 | 1                 | GER Alemanha        | Christian Diener                |
| Tempo de Qualificação Olímpica – 1:57.50 | 1                 | BUL Bulgária        | Kaloyan Levterov                |
| Tempo de Qualificação Olímpica – 1:57.50 | 1                 | CAN Canadá          | Markus Thormeyer                |
| Tempo de Qualificação Olímpica – 1:57.50 | 1                 | CZE República Checa | Jan Čejka                       |
| Tempo de Qualificação Olímpica – 1:57.50 | 1                 | GBR Grã-Bretanha    | Luke Greenbank                  |
| Tempo de Qualificação Olímpica – 1:57.50 | 1                 | HUN Hungria         |                                 |
| Tempo de Qualificação Olímpica – 1:57.50 | 1                 | POR Portugal        | Francisco Rogerio Santos        |
| Tempo de Qualificação Olímpica – 1:57.50 | 1                 | SUI Suíça           | Roman Mityukov                  |
| Tempo de Qualificação Olímpica – 1:57.50 | 1                 | TUR Turquia         | Berke Saka                      |
| Tempo de Seleção Olímpica – 2:01.03      | 1                 |                     |                                 |
| Vagas de Universalidade                  | 1                 |                     |                                 |
| Total                                    | 28                |                     |                                 |

#### 100 m peito
| Forma de qualificação                  | Número de atletas | CON                | Nadadores qualificados                  |
| -------------------------------------- | ----------------- | ------------------ | --------------------------------------- |
| Tempo de Qualificação Olímpica – 59.93 | 2                 | BRA Brasil         | Felipe Lima Caio Pumputis               |
| Tempo de Qualificação Olímpica – 59.93 | 2                 | CHN China          | Yan Zibei                               |
| Tempo de Qualificação Olímpica – 59.93 | 2                 | USA Estados Unidos | Michael Andrew Andrew Wilson            |
| Tempo de Qualificação Olímpica – 59.93 | 2                 | GBR Grã-Bretanha   | Adam Peaty James Wilby                  |
| Tempo de Qualificação Olímpica – 59.93 | 2                 | GER Alemanha       | Lucas Matzerath Fabian Schwingenschlögl |
| Tempo de Qualificação Olímpica – 59.93 | 2                 | ITA Itália         | Nicolò Martinenghi                      |
| Tempo de Qualificação Olímpica – 59.93 | 2                 | JPN Japão          |                                         |
| Tempo de Qualificação Olímpica – 59.93 | 2                 | LTU Lituânia       | Andrius Šidlauskas Giedrius Titenis     |
| Tempo de Qualificação Olímpica – 59.93 | 2                 | NED Países Baixos  | Caspar Corbeau Arno Kamminga            |
| Tempo de Qualificação Olímpica – 59.93 | 2                 | POR Portugal       | Alexandre Amorim Francisco Quintas      |
| Tempo de Qualificação Olímpica – 59.93 | 2                 | RUS Rússia         | Anton Chupkov Kirill Prigoda            |
| Tempo de Qualificação Olímpica – 59.93 | 2                 | TUR Turquia        | Berkay-Ömer Öğretir Hüseyin Emre Sakçı  |
| Tempo de Qualificação Olímpica – 59.93 | 1                 | RSA África do Sul  |                                         |
| Tempo de Qualificação Olímpica – 59.93 | 1                 | AUT Áustria        | Bernhard Reitshammer                    |
| Tempo de Qualificação Olímpica – 59.93 | 1                 | BLR Bielorrússia   | Ilya Shymanovich                        |
| Tempo de Qualificação Olímpica – 59.93 | 1                 | KAZ Cazaquistão    | Dmitriy Balandin                        |
| Tempo de Qualificação Olímpica – 59.93 | 1                 | KOR Coreia do Sul  | Cho Sung-jae                            |
| Tempo de Qualificação Olímpica – 59.93 | 1                 | DEN Dinamarca      | Tobias Bjerg                            |
| Tempo de Qualificação Olímpica – 59.93 | 1                 | FRA França         |                                         |
| Tempo de Qualificação Olímpica – 59.93 | 1                 | IRL Irlanda        | Darragh Greene                          |
| Tempo de Qualificação Olímpica – 59.93 | 1                 | KGZ Quirguistão    | Denis Petrashov                         |
| Tempo de Qualificação Olímpica – 59.93 | 1                 | SRB Sérvia         | Čaba Silađi                             |
| Tempo de Qualificação Olímpica – 59.93 | 1                 | UZB Uzbequistão    | Vladislav Mustafin                      |
| Tempo de Seleção Olímpica – 1:01.73    | 1                 |                    |                                         |
| Vagas de Universalidade                | 1                 |                    |                                         |
| Total                                  | 35                |                    |                                         |

#### 200 m peito
| Forma de qualificação                    | Número de atletas  | CON                          | Nadadores qualificados            |
| ---------------------------------------- | ------------------ | ---------------------------- | --------------------------------- |
| Tempo de Qualificação Olímpica – 2:10.35 | 2                  | AUS Austrália                | Zac Stubblety-Cook Matthew Wilson |
| 2                                        | CHN China          | Qin Haiyang Yan Zibei        |                                   |
| 2                                        | USA Estados Unidos | Nic Fink Andrew Wilson       |                                   |
| 2                                        | GER Alemanha       | Marco Koch                   |                                   |
| 2                                        | GBR Grã-Bretanha   | Ross Murdoch James Wilby     |                                   |
| 2                                        | ITA Itália         |                              |                                   |
| 2                                        | JPN Japão          | Ryuya Mura Shoma Sato        |                                   |
| 2                                        | NED Países Baixos  | Caspar Corbeau Arno Kamminga |                                   |
| 2                                        | RUS Rússia         | Anton Chupkov Kirill Prigoda |                                   |
| 1                                        | AUT Áustria        | Christopher Rothbauer        |                                   |
| 1                                        | BUL Bulgária       | Lyubomir Epitropov           |                                   |
| 1                                        | KAZ Cazaquistão    | Dmitriy Balandin             |                                   |
| 1                                        | KOR Coreia do Sul  | Cho Sung-jae                 |                                   |
| 1                                        | FIN Finlândia      | Matti Mattsson               |                                   |
| 1                                        | FRA França         | Antoine Viquerat             |                                   |
| 1                                        | ISL Islândia       | Anton Sveinn McKee           |                                   |
| 1                                        | IRL Irlanda        | Darragh Greene               |                                   |
| 1                                        | LTU Lituânia       | Andrius Šidlauskas           |                                   |
| 1                                        | POR Portugal       | Francisco Quintas            |                                   |
| 1                                        | SWE Suécia         | Erik Persson                 |                                   |
| 1                                        | TUR Turquia        | Berkay-Ömer Öğretir          |                                   |
| 1                                        | UKR Ucrânia        | Mykyta Koptielov             |                                   |
| Tempo de Seleção Olímpica – 2:14.26      | 1                  |                              |                                   |
| Vagas de Universalidade                  | 1                  |                              |                                   |
| Total                                    | 27                 |                              |                                   |

#### 100 m borboleta
| Forma de qualificação                  | Número de atletas | CON                 | Nadadores qualificados              |
| -------------------------------------- | ----------------- | ------------------- | ----------------------------------- |
| Tempo de Qualificação Olímpica – 51.96 | 2                 | RSA África do Sul   |                                     |
| Tempo de Qualificação Olímpica – 51.96 | 2                 | AUS Austrália       | David Morgan Matthew Temple         |
| Tempo de Qualificação Olímpica – 51.96 | 2                 | BRA Brasil          | Matheus Gonche Vinicius Lanza       |
| Tempo de Qualificação Olímpica – 51.96 | 2                 | BUL Bulgária        | Antani Ivanov Josif Miladinov       |
| Tempo de Qualificação Olímpica – 51.96 | 2                 | CHN China           |                                     |
| Tempo de Qualificação Olímpica – 51.96 | 2                 | USA Estados Unidos  |                                     |
| Tempo de Qualificação Olímpica – 51.96 | 2                 | GBR Grã-Bretanha    | James Guy Jacob Peters              |
| Tempo de Qualificação Olímpica – 51.96 | 2                 | HUN Hungria         |                                     |
| Tempo de Qualificação Olímpica – 51.96 | 2                 | ITA Itália          |                                     |
| Tempo de Qualificação Olímpica – 51.96 | 2                 | JPN Japão           | Takeshi Kawamoto Naoki Mizunuma     |
| Tempo de Qualificação Olímpica – 51.96 | 2                 | POL Polônia         | Paweł Korzeniowski Jakub Majerski   |
| Tempo de Qualificação Olímpica – 51.96 | 2                 | RUS Rússia          | Andrey Minakov Mikhail Vekovishchev |
| Tempo de Qualificação Olímpica – 51.96 | 2                 | SGP Singapura       | Quah Zheng Wen Joseph Schooling     |
| Tempo de Qualificação Olímpica – 51.96 | 1                 | GER Alemanha        | Marius Kusch                        |
| Tempo de Qualificação Olímpica – 51.96 | 1                 | ARG Argentina       | Santiago Grassi                     |
| Tempo de Qualificação Olímpica – 51.96 | 1                 | AUT Áustria         | Simon Bucher                        |
| Tempo de Qualificação Olímpica – 51.96 | 1                 | BLR Bielorrússia    | Yauhen Tsurkin                      |
| Tempo de Qualificação Olímpica – 51.96 | 1                 | CAN Canadá          | Joshua Liendo                       |
| Tempo de Qualificação Olímpica – 51.96 | 1                 | FRA França          |                                     |
| Tempo de Qualificação Olímpica – 51.96 | 1                 | GUA Guatemala       | Luis Martínez                       |
| Tempo de Qualificação Olímpica – 51.96 | 1                 | ISR Israel          | Tomer Frankel                       |
| Tempo de Qualificação Olímpica – 51.96 | 1                 | NED Países Baixos   | Nyls Korstanje                      |
| Tempo de Qualificação Olímpica – 51.96 | 1                 | CZE República Checa | Jan Šefl                            |
| Tempo de Qualificação Olímpica – 51.96 | 1                 | SUI Suíça           | Noè Ponti                           |
| Tempo de Qualificação Olímpica – 51.96 | 1                 | TUR Turquia         | Ümitcan Güreş                       |
| Tempo de Seleção Olímpica – 53.52      | 1                 |                     |                                     |
| Vagas de Universalidade                | 1                 |                     |                                     |
| Total                                  | 36                |                     |                                     |

#### 200 m borboleta
| Forma de qualificação                    | Número de atletas | CON                | Nadadores qualificados               |
| ---------------------------------------- | ----------------- | ------------------ | ------------------------------------ |
| Tempo de Qualificação Olímpica – 1:56.48 | 2                 | RSA África do Sul  | Ethan du Preez Chad Le Clos          |
| Tempo de Qualificação Olímpica – 1:56.48 | 2                 | AUS Austrália      | David Morgan Matthew Temple          |
| Tempo de Qualificação Olímpica – 1:56.48 | 2                 | USA Estados Unidos | Gunnar Bentz Zach Harting            |
| Tempo de Qualificação Olímpica – 1:56.48 | 2                 | HUN Hungria        |                                      |
| Tempo de Qualificação Olímpica – 1:56.48 | 2                 | ITA Itália         |                                      |
| Tempo de Qualificação Olímpica – 1:56.48 | 2                 | JPN Japão          | Tomoru Honda Daiya Seto              |
| Tempo de Qualificação Olímpica – 1:56.48 | 2                 | POL Polônia        | Krzysztof Chmielewski Jakub Majerski |
| Tempo de Qualificação Olímpica – 1:56.48 | 2                 | UKR Ucrânia        | Denys Kesil Ihor Troianovskyi        |
| Tempo de Qualificação Olímpica – 1:56.48 | 1                 | GER Alemanha       | David Thomasberger                   |
| Tempo de Qualificação Olímpica – 1:56.48 | 1                 | BEL Bélgica        | Louis Croenen                        |
| Tempo de Qualificação Olímpica – 1:56.48 | 1                 | BRA Brasil         | Leonardo de Deus                     |
| Tempo de Qualificação Olímpica – 1:56.48 | 1                 | BUL Bulgária       | Antani Ivanov                        |
| Tempo de Qualificação Olímpica – 1:56.48 | 1                 | KOR Coreia do Sul  | Moon Seung-woo                       |
| Tempo de Qualificação Olímpica – 1:56.48 | 1                 | FRA França         | Léon Marchand                        |
| Tempo de Qualificação Olímpica – 1:56.48 | 1                 | GBR Grã-Bretanha   | James Guy                            |
| Tempo de Qualificação Olímpica – 1:56.48 | 1                 | RUS Rússia         | Aleksandr Kudashev                   |
| Tempo de Qualificação Olímpica – 1:56.48 | 1                 | SUI Suíça          | Noè Ponti                            |
| Tempo de Qualificação Olímpica – 1:56.48 | 1                 | TPE Taipé Chinês   | Wang Kuan-hung                       |
| Tempo de Seleção Olímpica – 1:59.97      | 1                 |                    |                                      |
| Vagas de Universalidade                  | 1                 |                    |                                      |
| Total                                    | 23                |                    |                                      |

#### 200 m medley
| Forma de qualificação                    | Número de atletas | CON                | Nadadores qualificados               |
| ---------------------------------------- | ----------------- | ------------------ | ------------------------------------ |
| Tempo de Qualificação Olímpica – 1:59.67 | 2                 | GER Alemanha       | Jacob Heidtmann Philip Heintz        |
| Tempo de Qualificação Olímpica – 1:59.67 | 2                 | AUS Austrália      | Mitch Larkin Brendan Smith           |
| Tempo de Qualificação Olímpica – 1:59.67 | 2                 | BRA Brasil         | Caio Pumputis Vinicius Lanza         |
| Tempo de Qualificação Olímpica – 1:59.67 | 2                 | CHN China          | Wang Shun Qin Haiyang                |
| Tempo de Qualificação Olímpica – 1:59.67 | 2                 | USA Estados Unidos | Michael Andrew Chase Kalisz          |
| Tempo de Qualificação Olímpica – 1:59.67 | 2                 | GBR Grã-Bretanha   | Joe Litchfield Duncan Scott          |
| Tempo de Qualificação Olímpica – 1:59.67 | 2                 | GRE Grécia         | Apostolos Papastamos Andreas Vazaios |
| Tempo de Qualificação Olímpica – 1:59.67 | 2                 | HUN Hungria        |                                      |
| Tempo de Qualificação Olímpica – 1:59.67 | 2                 | ISR Israel         | Ron Polonsky                         |
| Tempo de Qualificação Olímpica – 1:59.67 | 2                 | JPN Japão          | Kosuke Hagino Daiya Seto             |
| Tempo de Qualificação Olímpica – 1:59.67 | 2                 | NZL Nova Zelândia  | Lewis Clareburt                      |
| Tempo de Qualificação Olímpica – 1:59.67 | 2                 | POR Portugal       | Gabriel Lópes Alexis Santos          |
| Tempo de Qualificação Olímpica – 1:59.67 | 2                 | RUS Rússia         | Ilya Borodin Andrey Zhilkin          |
| Tempo de Qualificação Olímpica – 1:59.67 | 1                 | RSA África do Sul  |                                      |
| Tempo de Qualificação Olímpica – 1:59.67 | 1                 | AUT Áustria        | Bernhard Reitshammer                 |
| Tempo de Qualificação Olímpica – 1:59.67 | 1                 | CAN Canadá         |                                      |
| Tempo de Qualificação Olímpica – 1:59.67 | 1                 | ESP Espanha        | Hugo González                        |
| Tempo de Qualificação Olímpica – 1:59.67 | 1                 | FRA França         |                                      |
| Tempo de Qualificação Olímpica – 1:59.67 | 1                 | ITA Itália         | Alberto Razzetti                     |
| Tempo de Qualificação Olímpica – 1:59.67 | 1                 | LTU Lituânia       | Danas Rapšys                         |
| Tempo de Qualificação Olímpica – 1:59.67 | 1                 | LUX Luxemburgo     | Raphaël Stacchiotti                  |
| Tempo de Qualificação Olímpica – 1:59.67 | 1                 | SUI Suíça          | Jérémy Desplanches                   |
| Tempo de Qualificação Olímpica – 1:59.67 | 1                 | TPE Taipé Chinês   | Wang Hsing-hao                       |
| Tempo de Seleção Olímpica – 2:03.26      | 1                 |                    |                                      |
| Vagas de Universalidade                  | 1                 |                    |                                      |
| Total                                    | 35                |                    |                                      |

#### 400 m medley
| Forma de qualificação                    | Número de atletas  | CON                            | Nadadores qualificados |
| ---------------------------------------- | ------------------ | ------------------------------ | ---------------------- |
| Tempo de Qualificação Olímpica – 4:15.84 | 2                  | GER Alemanha                   | Jacob Heidtmann        |
| 2                                        | AUS Austrália      | Brendon Smith Se-Bom Lee       |                        |
| 2                                        | USA Estados Unidos | Chase Kalisz Jay Litherland    |                        |
| 2                                        | GBR Grã-Bretanha   | Max Litchfield Brodie Williams |                        |
| 2                                        | HUN Hungria        |                                |                        |
| 2                                        | ITA Itália         |                                |                        |
| 2                                        | JPN Japão          | Yuki Ikari Daiya Seto          |                        |
| 2                                        | RUS Rússia         | Ilya Borodin Maxim Stupin      |                        |
| 1                                        | AZE Azerbaijão     | Maksym Shemberev               |                        |
| 1                                        | CHN China          | Wang Shun                      |                        |
| 1                                        | ESP Espanha        | Joan Lluís Pons                |                        |
| 1                                        | FRA França         | Léon Marchand                  |                        |
| 1                                        | GRE Grécia         | Apostolos Papastamos           |                        |
| 1                                        | NZL Nova Zelândia  | Lewis Clareburt                |                        |
| 1                                        | NED Países Baixos  | Arjan Knipping                 |                        |
| 1                                        | SUI Suíça          | Jérémy Desplanches             |                        |
| Tempo de Seleção Olímpica – 4:21.46      | 1                  |                                |                        |
| Vagas de Universalidade                  | 1                  |                                |                        |
| Total                                    | 23                 |                                |                        |

### Eventos individuais femininos

#### 50 m livre
| Forma de qualificação                  | Número de atletas | CON                 | Nadadoras qualificadas              |
| -------------------------------------- | ----------------- | ------------------- | ----------------------------------- |
| Tempo de Qualificação Olímpica – 24.77 | 2                 | AUS Austrália       | Cate Campbell Emma McKeon           |
| Tempo de Qualificação Olímpica – 24.77 | 2                 | CHN China           | Wu Qingfeng Zhang Yufei             |
| Tempo de Qualificação Olímpica – 24.77 | 2                 | DEN Dinamarca       |                                     |
| Tempo de Qualificação Olímpica – 24.77 | 2                 | USA Estados Unidos  |                                     |
| Tempo de Qualificação Olímpica – 24.77 | 2                 | NED Países Baixos   | Femke Heemskerk Ranomi Kromowidjojo |
| Tempo de Qualificação Olímpica – 24.77 | 2                 | RUS Rússia          | Maria Kameneva Arina Surkova        |
| Tempo de Qualificação Olímpica – 24.77 | 2                 | SWE Suécia          | Michelle Coleman Sarah Sjöström     |
| Tempo de Qualificação Olímpica – 24.77 | 1                 | RSA África do Sul   | Emma Chelius                        |
| Tempo de Qualificação Olímpica – 24.77 | 1                 | BRA Brasil          | Etiene Medeiros                     |
| Tempo de Qualificação Olímpica – 24.77 | 1                 | FRA França          | Mélanie Henique                     |
| Tempo de Qualificação Olímpica – 24.77 | 1                 | GBR Grã-Bretanha    | Anna Hopkin                         |
| Tempo de Qualificação Olímpica – 24.77 | 1                 | HKG Hong Kong       | Siobhan Haughey                     |
| Tempo de Qualificação Olímpica – 24.77 | 1                 | POL Polônia         | Katarzyna Wasick                    |
| Tempo de Qualificação Olímpica – 24.77 | 1                 | CZE República Checa | Barbora Seemanová                   |
| Tempo de Seleção Olímpica – 25.51      | 1                 |                     |                                     |
| Vagas de Universalidade                | 1                 |                     |                                     |
| Total                                  | 21                |                     |                                     |

#### 100 m livre
| Forma de qualificação                  | Número de atletas | CON                 | Nadadoras qualificadas              |
| -------------------------------------- | ----------------- | ------------------- | ----------------------------------- |
| Tempo de Qualificação Olímpica – 54.38 | 2                 | AUS Austrália       | Cate Campbell Emma McKeon           |
| Tempo de Qualificação Olímpica – 54.38 | 2                 | CAN Canadá          | Taylor Ruck                         |
| Tempo de Qualificação Olímpica – 54.38 | 2                 | CHN China           | Wu Qingfeng Yang Junxuan            |
| Tempo de Qualificação Olímpica – 54.38 | 2                 | DEN Dinamarca       | Signe Bro                           |
| Tempo de Qualificação Olímpica – 54.38 | 2                 | USA Estados Unidos  | Erika Brown Abbey Weitzeil          |
| Tempo de Qualificação Olímpica – 54.38 | 2                 | FRA França          | Marie Wattel                        |
| Tempo de Qualificação Olímpica – 54.38 | 2                 | GBR Grã-Bretanha    | Freya Anderson Anna Hopkin          |
| Tempo de Qualificação Olímpica – 54.38 | 2                 | ISR Israel          | Anastasia Gorbenko Andrea Murez     |
| Tempo de Qualificação Olímpica – 54.38 | 2                 | NED Países Baixos   | Femke Heemskerk Ranomi Kromowidjojo |
| Tempo de Qualificação Olímpica – 54.38 | 2                 | SWE Suécia          | Michelle Coleman Sarah Sjöström     |
| Tempo de Qualificação Olímpica – 54.38 | 1                 | GER Alemanha        | Annika Bruhn                        |
| Tempo de Qualificação Olímpica – 54.38 | 1                 | BLR Bielorrússia    | Anastasiya Shkurdai                 |
| Tempo de Qualificação Olímpica – 54.38 | 1                 | ESP Espanha         | Lidón Muñoz del Campo               |
| Tempo de Qualificação Olímpica – 54.38 | 1                 | HKG Hong Kong       | Siobhan Haughey                     |
| Tempo de Qualificação Olímpica – 54.38 | 1                 | ITA Itália          |                                     |
| Tempo de Qualificação Olímpica – 54.38 | 1                 | JPN Japão           |                                     |
| Tempo de Qualificação Olímpica – 54.38 | 1                 | POL Polônia         | Katarzyna Wasick                    |
| Tempo de Qualificação Olímpica – 54.38 | 1                 | CZE República Checa | Barbora Seemanová                   |
| Tempo de Qualificação Olímpica – 54.38 | 1                 | RUS Rússia          | Maria Kameneva                      |
| Tempo de Seleção Olímpica – 56.01      | 1                 |                     |                                     |
| Vagas de Universalidade                | 1                 |                     |                                     |
| Total                                  | 28                |                     |                                     |

#### 200 m livre
| Forma de qualificação                    | Número de atletas | CON                 | Nadadoras qualificadas        |
| ---------------------------------------- | ----------------- | ------------------- | ----------------------------- |
| Tempo de Qualificação Olímpica – 1:57.28 | 2                 | GER Alemanha        | Annika Bruhn Isabel Gose      |
| Tempo de Qualificação Olímpica – 1:57.28 | 2                 | AUS Austrália       | Ariarne Titmus Emma McKeon    |
| Tempo de Qualificação Olímpica – 1:57.28 | 2                 | CAN Canadá          | Penny Oleksiak                |
| Tempo de Qualificação Olímpica – 1:57.28 | 2                 | USA Estados Unidos  | Katie Ledecky Allison Schmitt |
| Tempo de Qualificação Olímpica – 1:57.28 | 2                 | RUS Rússia          |                               |
| Tempo de Qualificação Olímpica – 1:57.28 | 1                 | CHN China           | Yang Junxuan                  |
| Tempo de Qualificação Olímpica – 1:57.28 | 1                 | FRA França          | Charlotte Bonnet              |
| Tempo de Qualificação Olímpica – 1:57.28 | 1                 | GBR Grã-Bretanha    | Freya Anderson                |
| Tempo de Qualificação Olímpica – 1:57.28 | 1                 | HKG Hong Kong       | Siobhan Haughey               |
| Tempo de Qualificação Olímpica – 1:57.28 | 1                 | HUN Hungria         |                               |
| Tempo de Qualificação Olímpica – 1:57.28 | 1                 | ITA Itália          | Federica Pellegrini           |
| Tempo de Qualificação Olímpica – 1:57.28 | 1                 | JPN Japão           |                               |
| Tempo de Qualificação Olímpica – 1:57.28 | 1                 | NED Países Baixos   |                               |
| Tempo de Qualificação Olímpica – 1:57.28 | 1                 | CZE República Checa | Barbora Seemanová             |
| Tempo de Qualificação Olímpica – 1:57.28 | 1                 | SWE Suécia          | Sarah Sjöström                |
| Tempo de Seleção Olímpica – 2:00.80      | 1                 |                     |                               |
| Vagas de Universalidade                  | 1                 |                     |                               |
| Total                                    | 17                |                     |                               |

#### 400 m livre
| Forma de qualificação                    | Número de atletas | CON                | Nadadoras qualificadas                |
| ---------------------------------------- | ----------------- | ------------------ | ------------------------------------- |
| Tempo de Qualificação Olímpica – 4:07.90 | 2                 | GER Alemanha       | Isabel Gose Sarah Köhler              |
| Tempo de Qualificação Olímpica – 4:07.90 | 2                 | AUS Austrália      | Ariarne Titmus Tamsin Cook            |
| Tempo de Qualificação Olímpica – 4:07.90 | 2                 | CHN China          | Li Bingjie Tang Muhan                 |
| Tempo de Qualificação Olímpica – 4:07.90 | 2                 | USA Estados Unidos | Katie Ledecky Paige Madden            |
| Tempo de Qualificação Olímpica – 4:07.90 | 2                 | HUN Hungria        |                                       |
| Tempo de Qualificação Olímpica – 4:07.90 | 2                 | ITA Itália         |                                       |
| Tempo de Qualificação Olímpica – 4:07.90 | 2                 | JPN Japão          | Waka Kobori Miyu Namba                |
| Tempo de Qualificação Olímpica – 4:07.90 | 2                 | RUS Rússia         | Anna Egorova Anastasiya Kirpichnikova |
| Tempo de Qualificação Olímpica – 4:07.90 | 2                 | TUR Turquia        | Beril Böcekler Merve Tuncel           |
| Tempo de Qualificação Olímpica – 4:07.90 | 1                 | ARG Argentina      | Delfina Pignatiello                   |
| Tempo de Qualificação Olímpica – 4:07.90 | 1                 | CAN Canadá         |                                       |
| Tempo de Qualificação Olímpica – 4:07.90 | 1                 | ESP Espanha        |                                       |
| Tempo de Qualificação Olímpica – 4:07.90 | 1                 | GBR Grã-Bretanha   |                                       |
| Tempo de Qualificação Olímpica – 4:07.90 | 1                 | NZL Nova Zelândia  | Erika Fairweather                     |
| Tempo de Seleção Olímpica – 4:15.34      | 1                 |                    |                                       |
| Vagas de Universalidade                  | 1                 |                    |                                       |
| Total                                    | 22                |                    |                                       |

#### 800 m livre
| Forma de qualificação                    | Número de atletas | CON                | Nadadoras qualificadas                |
| ---------------------------------------- | ----------------- | ------------------ | ------------------------------------- |
| Tempo de Qualificação Olímpica – 8:33.36 | 2                 | GER Alemanha       | Isabel Gose Sarah Köhler              |
| Tempo de Qualificação Olímpica – 8:33.36 | 2                 | AUS Austrália      | Ariarne Titmus Kiah Melverton         |
| Tempo de Qualificação Olímpica – 8:33.36 | 2                 | CHN China          | Li Bingjie Wang Jianjiahe             |
| Tempo de Qualificação Olímpica – 8:33.36 | 2                 | ESP Espanha        | Mireia Belmonte Jimena Pérez          |
| Tempo de Qualificação Olímpica – 8:33.36 | 2                 | USA Estados Unidos |                                       |
| Tempo de Qualificação Olímpica – 8:33.36 | 2                 | ITA Itália         | Simona Quadarella                     |
| Tempo de Qualificação Olímpica – 8:33.36 | 2                 | JPN Japão          | Waka Kobori Miyu Namba                |
| Tempo de Qualificação Olímpica – 8:33.36 | 2                 | RUS Rússia         | Anna Egorova Anastasiya Kirpichnikova |
| Tempo de Qualificação Olímpica – 8:33.36 | 2                 | TUR Turquia        | Deniz Ertan Merve Tuncel              |
| Tempo de Qualificação Olímpica – 8:33.36 | 1                 | ARG Argentina      | Delfina Pignatiello                   |
| Tempo de Qualificação Olímpica – 8:33.36 | 1                 | AUT Áustria        | Marlene Kahler                        |
| Tempo de Qualificação Olímpica – 8:33.36 | 1                 | HUN Hungria        |                                       |
| Tempo de Qualificação Olímpica – 8:33.36 | 1                 | LIE Liechtenstein  | Julia Hassler                         |
| Tempo de Qualificação Olímpica – 8:33.36 | 1                 | SLO Eslovênia      | Tjaša Oder                            |
| Tempo de Seleção Olímpica – 8:48.76      | 1                 |                    |                                       |
| Vagas de Universalidade                  | 1                 |                    |                                       |
| Total                                    | 23                |                    |                                       |

#### 1500 m livre
| Forma de qualificação                     | Número de atletas | CON                | Nadadoras qualificadas                |
| ----------------------------------------- | ----------------- | ------------------ | ------------------------------------- |
| Tempo de Qualificação Olímpica – 16:32.04 | 2                 | GER Alemanha       | Sarah Köhler Celine Rieder            |
| Tempo de Qualificação Olímpica – 16:32.04 | 2                 | AUS Austrália      | Maddy Gough Kiah Melverton            |
| Tempo de Qualificação Olímpica – 16:32.04 | 2                 | BRA Brasil         | Beatriz Dizotti Viviane Jungblut      |
| Tempo de Qualificação Olímpica – 16:32.04 | 2                 | CAN Canadá         |                                       |
| Tempo de Qualificação Olímpica – 16:32.04 | 2                 | CHN China          | Li Bingjie Wang Jianjiahe             |
| Tempo de Qualificação Olímpica – 16:32.04 | 2                 | SLO Eslovênia      | Katja Fain Tjaša Oder                 |
| Tempo de Qualificação Olímpica – 16:32.04 | 2                 | ESP Espanha        | Mireia Belmonte Jimena Pérez          |
| Tempo de Qualificação Olímpica – 16:32.04 | 2                 | USA Estados Unidos | Katie Ledecky Erica Sullivan          |
| Tempo de Qualificação Olímpica – 16:32.04 | 2                 | HUN Hungria        |                                       |
| Tempo de Qualificação Olímpica – 16:32.04 | 2                 | ITA Itália         | Martina Caramignoli Simona Quadarella |
| Tempo de Qualificação Olímpica – 16:32.04 | 2                 | JPN Japão          |                                       |
| Tempo de Qualificação Olímpica – 16:32.04 | 2                 | POR Portugal       | Diana Durães Tamila Holub             |
| Tempo de Qualificação Olímpica – 16:32.04 | 2                 | TUR Turquia        | Beril Böcekler Merve Tuncel           |
| Tempo de Qualificação Olímpica – 16:32.04 | 1                 | ARG Argentina      | Delfina Pignatiello                   |
| Tempo de Qualificação Olímpica – 16:32.04 | 1                 | AUT Áustria        | Marlene Kahler                        |
| Tempo de Qualificação Olímpica – 16:32.04 | 1                 | CHI Chile          | Kristel Köbrich                       |
| Tempo de Qualificação Olímpica – 16:32.04 | 1                 | KOR Coreia do Sul  | Han Da-kyung                          |
| Tempo de Qualificação Olímpica – 16:32.04 | 1                 | DEN Dinamarca      |                                       |
| Tempo de Qualificação Olímpica – 16:32.04 | 1                 | FRA França         |                                       |
| Tempo de Qualificação Olímpica – 16:32.04 | 1                 | LIE Liechtenstein  | Julia Hassler                         |
| Tempo de Qualificação Olímpica – 16:32.04 | 1                 | RUS Rússia         |                                       |
| Tempo de Seleção Olímpica – 17:01.80      | 1                 |                    |                                       |
| Vagas de Universalidade                   | 1                 |                    |                                       |
| Total                                     | 33                |                    |                                       |

#### 100 m costas
| Forma de qualificação                    | Número de atletas | CON                 | Nadadoras qualificadas            |
| ---------------------------------------- | ----------------- | ------------------- | --------------------------------- |
| Tempo de Qualificação Olímpica – 1:00.25 | 2                 | AUS Austrália       | Kaylee McKeown Emily Seebohm      |
| Tempo de Qualificação Olímpica – 1:00.25 | 2                 | CAN Canadá          | Kylie Masse                       |
| Tempo de Qualificação Olímpica – 1:00.25 | 2                 | CHN China           | Chen Jie Peng Xuwei               |
| Tempo de Qualificação Olímpica – 1:00.25 | 2                 | USA Estados Unidos  | Regan Smith Rhyan White           |
| Tempo de Qualificação Olímpica – 1:00.25 | 2                 | GBR Grã-Bretanha    | Kathleen Dawson Cassie Wild       |
| Tempo de Qualificação Olímpica – 1:00.25 | 2                 | HUN Hungria         |                                   |
| Tempo de Qualificação Olímpica – 1:00.25 | 2                 | ITA Itália          |                                   |
| Tempo de Qualificação Olímpica – 1:00.25 | 2                 | NED Países Baixos   | Kira Toussaint Maaike de Waard    |
| Tempo de Qualificação Olímpica – 1:00.25 | 2                 | RUS Rússia          | Anastasia Fesikova Maria Kameneva |
| Tempo de Qualificação Olímpica – 1:00.25 | 1                 | GER Alemanha        | Laura Riedemann                   |
| Tempo de Qualificação Olímpica – 1:00.25 | 1                 | BLR Bielorrússia    | Anastasiya Shkurdai               |
| Tempo de Qualificação Olímpica – 1:00.25 | 1                 | DEN Dinamarca       |                                   |
| Tempo de Qualificação Olímpica – 1:00.25 | 1                 | FRA França          |                                   |
| Tempo de Qualificação Olímpica – 1:00.25 | 1                 | HKG Hong Kong       | Stephanie Au                      |
| Tempo de Qualificação Olímpica – 1:00.25 | 1                 | JPN Japão           |                                   |
| Tempo de Qualificação Olímpica – 1:00.25 | 1                 | NOR Noruega         | Ingeborg Løyning                  |
| Tempo de Qualificação Olímpica – 1:00.25 | 1                 | CZE República Checa | Simona Kubová                     |
| Tempo de Qualificação Olímpica – 1:00.25 | 1                 | SWE Suécia          |                                   |
| Tempo de Seleção Olímpica – 1:02.06      | 1                 |                     |                                   |
| Vagas de Universalidade                  | 1                 |                     |                                   |
| Total                                    | 26                |                     |                                   |

#### 200 m costas
| Forma de qualificação                    | Número de atletas | CON                | Nadadoras qualificadas               |
| ---------------------------------------- | ----------------- | ------------------ | ------------------------------------ |
| Tempo de Qualificação Olímpica – 2:10.39 | 2                 | AUS Austrália      | Kaylee McKeown Emily Seebohm         |
| Tempo de Qualificação Olímpica – 2:10.39 | 2                 | CAN Canadá         | Kylie Masse                          |
| Tempo de Qualificação Olímpica – 2:10.39 | 2                 | CHN China          | Liu Yaxin Peng Xuwei                 |
| Tempo de Qualificação Olímpica – 2:10.39 | 2                 | USA Estados Unidos |                                      |
| Tempo de Qualificação Olímpica – 2:10.39 | 2                 | GBR Grã-Bretanha   | Kathleen Dawson Cassie Wild          |
| Tempo de Qualificação Olímpica – 2:10.39 | 2                 | HUN Hungria        |                                      |
| Tempo de Qualificação Olímpica – 2:10.39 | 2                 | JPN Japão          |                                      |
| Tempo de Qualificação Olímpica – 2:10.39 | 2                 | NED Países Baixos  | Kira Toussaint Sharon van Rouwendaal |
| Tempo de Qualificação Olímpica – 2:10.39 | 2                 | RUS Rússia         |                                      |
| Tempo de Qualificação Olímpica – 2:10.39 | 1                 | AUT Áustria        | Lena Grabowski                       |
| Tempo de Qualificação Olímpica – 2:10.39 | 1                 | KOR Coreia do Sul  | Lee Eun-ji                           |
| Tempo de Qualificação Olímpica – 2:10.39 | 1                 | ESP Espanha        | África Zamorano                      |
| Tempo de Qualificação Olímpica – 2:10.39 | 1                 | ITA Itália         | Margherita Panziera                  |
| Tempo de Qualificação Olímpica – 2:10.39 | 1                 | MDA Moldávia       | Tatiana Salcuțan                     |
| Tempo de Qualificação Olímpica – 2:10.39 | 1                 | NZL Nova Zelândia  |                                      |
| Tempo de Qualificação Olímpica – 2:10.39 | 1                 | POL Polônia        | Laura Bernat                         |
| Tempo de Qualificação Olímpica – 2:10.39 | 1                 | UKR Ucrânia        | Daryna Zevina                        |
| Tempo de Seleção Olímpica – 2:14.30      | 1                 |                    |                                      |
| Vagas de Universalidade                  | 1                 |                    |                                      |
| Total                                    | 23                |                    |                                      |

#### 100 m peito
| Forma de qualificação                    | Número de atletas | CON                | Nadadoras qualificadas            |
| ---------------------------------------- | ----------------- | ------------------ | --------------------------------- |
| Tempo de Qualificação Olímpica – 1:07.07 | 2                 | AUS Austrália      | Jessica Hansen Chelsea Hodges     |
| Tempo de Qualificação Olímpica – 1:07.07 | 2                 | CHN China          | Tang Qianting                     |
| Tempo de Qualificação Olímpica – 1:07.07 | 2                 | USA Estados Unidos | Lydia Jacoby Lilly King           |
| Tempo de Qualificação Olímpica – 1:07.07 | 2                 | GBR Grã-Bretanha   | Molly Renshaw Sarah Vasey         |
| Tempo de Qualificação Olímpica – 1:07.07 | 2                 | ITA Itália         | Martina Carraro Benedetta Pilato  |
| Tempo de Qualificação Olímpica – 1:07.07 | 2                 | JPN Japão          | Reona Aoki Kanako Watanabe        |
| Tempo de Qualificação Olímpica – 1:07.07 | 2                 | RUS Rússia         | Evgenia Chikunova Yuliya Yefimova |
| Tempo de Qualificação Olímpica – 1:07.07 | 2                 | SWE Suécia         | Emelie Fast Sophie Hansson        |
| Tempo de Qualificação Olímpica – 1:07.07 | 1                 | RSA África do Sul  | Tatjana Schoenmaker               |
| Tempo de Qualificação Olímpica – 1:07.07 | 1                 | ARG Argentina      | Julia Sebastián                   |
| Tempo de Qualificação Olímpica – 1:07.07 | 1                 | BEL Bélgica        | Fanny Lecluyse                    |
| Tempo de Qualificação Olímpica – 1:07.07 | 1                 | BLR Bielorrússia   | Alina Zmushka                     |
| Tempo de Qualificação Olímpica – 1:07.07 | 1                 | CAN Canadá         |                                   |
| Tempo de Qualificação Olímpica – 1:07.07 | 1                 | ESP Espanha        |                                   |
| Tempo de Qualificação Olímpica – 1:07.07 | 1                 | EST Estônia        | Eneli Jefimova                    |
| Tempo de Qualificação Olímpica – 1:07.07 | 1                 | FIN Finlândia      | Ida Hulkko                        |
| Tempo de Qualificação Olímpica – 1:07.07 | 1                 | IRL Irlanda        | Mona McSharry                     |
| Tempo de Qualificação Olímpica – 1:07.07 | 1                 | ISR Israel         | Anastasia Gorbenko                |
| Tempo de Qualificação Olímpica – 1:07.07 | 1                 | JAM Jamaica        | Alia Atkinson                     |
| Tempo de Qualificação Olímpica – 1:07.07 | 1                 | NED Países Baixos  | Tes Schouten                      |
| Tempo de Qualificação Olímpica – 1:07.07 | 1                 | SUI Suíça          | Lisa Mamie                        |
| Tempo de Seleção Olímpica – 1:09.08      | 1                 |                    |                                   |
| Vagas de Universalidade                  | 1                 |                    |                                   |
| Total                                    | 28                |                    |                                   |

#### 200 m peito
| Forma de qualificação                    | Número de atletas | CON                 | Nadadoras qualificadas              |
| ---------------------------------------- | ----------------- | ------------------- | ----------------------------------- |
| Tempo de Qualificação Olímpica – 2:25.52 | 2                 | RSA África do Sul   | Kaylene Corbett Tatjana Schoenmaker |
| Tempo de Qualificação Olímpica – 2:25.52 | 2                 | AUS Austrália       | Abbey Harkin Jenna Strauch          |
| Tempo de Qualificação Olímpica – 2:25.52 | 2                 | CAN Canadá          | Sydney Pickrem                      |
| Tempo de Qualificação Olímpica – 2:25.52 | 2                 | CHN China           | Yu Jingyao                          |
| Tempo de Qualificação Olímpica – 2:25.52 | 2                 | ESP Espanha         | Marina García Jessica Vall          |
| Tempo de Qualificação Olímpica – 2:25.52 | 2                 | USA Estados Unidos  | Lilly King Annie Lazor              |
| Tempo de Qualificação Olímpica – 2:25.52 | 2                 | GBR Grã-Bretanha    | Molly Renshaw Abbie Wood            |
| Tempo de Qualificação Olímpica – 2:25.52 | 2                 | JPN Japão           | Kanako Watanabe                     |
| Tempo de Qualificação Olímpica – 2:25.52 | 2                 | RUS Rússia          | Evgenia Chikunova Maria Temnikova   |
| Tempo de Qualificação Olímpica – 2:25.52 | 1                 | GER Alemanha        |                                     |
| Tempo de Qualificação Olímpica – 2:25.52 | 1                 | ARG Argentina       | Julia Sebastián                     |
| Tempo de Qualificação Olímpica – 2:25.52 | 1                 | BEL Bélgica         | Fanny Lecluyse                      |
| Tempo de Qualificação Olímpica – 2:25.52 | 1                 | BLR Bielorrússia    | Alina Zmushka                       |
| Tempo de Qualificação Olímpica – 2:25.52 | 1                 | HUN Hungria         |                                     |
| Tempo de Qualificação Olímpica – 2:25.52 | 1                 | ITA Itália          |                                     |
| Tempo de Qualificação Olímpica – 2:25.52 | 1                 | CZE República Checa | Kristýna Horská                     |
| Tempo de Qualificação Olímpica – 2:25.52 | 1                 | SUI Suíça           | Lisa Mamie                          |
| Tempo de Seleção Olímpica – 2:29.89      | 1                 |                     |                                     |
| Vagas de Universalidade                  | 1                 |                     |                                     |
| Total                                    | 24                |                     |                                     |

#### 100 m borboleta
| Forma de qualificação                  | Número de atletas | CON                               | Nadadoras qualificadas          |
| -------------------------------------- | ----------------- | --------------------------------- | ------------------------------- |
| Tempo de Qualificação Olímpica – 57.92 | 2                 | AUS Austrália                     | Emma McKeon                     |
| Tempo de Qualificação Olímpica – 57.92 | 2                 | CAN Canadá                        | Maggie MacNeil                  |
| Tempo de Qualificação Olímpica – 57.92 | 2                 | CHN China                         | Zhang Yufei                     |
| Tempo de Qualificação Olímpica – 57.92 | 2                 | USA Estados Unidos                | Claire Curzan Torri Huske       |
| Tempo de Qualificação Olímpica – 57.92 | 2                 | FRA França                        | Marie Wattel                    |
| Tempo de Qualificação Olímpica – 57.92 | 2                 | ITA Itália                        |                                 |
| Tempo de Qualificação Olímpica – 57.92 | 2                 | RUS Rússia                        | Svetlana Chimrova Arina Surkova |
| Tempo de Qualificação Olímpica – 57.92 | 2                 | SWE Suécia                        | Louise Hansson Sarah Sjöström   |
| Tempo de Qualificação Olímpica – 57.92 | 1                 | GER Alemanha                      |                                 |
| Tempo de Qualificação Olímpica – 57.92 | 1                 | BLR Bielorrússia                  | Anastasiya Shkurdai             |
| Tempo de Qualificação Olímpica – 57.92 | 1                 | BIH Bósnia e Herzegovina          | Lana Pudar                      |
| Tempo de Qualificação Olímpica – 57.92 | 1                 | DEN Dinamarca                     | Emilie Beckmann                 |
| Tempo de Qualificação Olímpica – 57.92 | 1                 | EGY Egito                         | Farida Osman                    |
| Tempo de Qualificação Olímpica – 57.92 | 1                 | GBR Grã-Bretanha                  | Harriet Jones                   |
| Tempo de Qualificação Olímpica – 57.92 | 1                 | GRE Grécia                        | Anna Ntountounaki               |
| Tempo de Qualificação Olímpica – 57.92 | 1                 | HUN Hungria                       |                                 |
| Tempo de Qualificação Olímpica – 57.92 | 1                 | JPN Japão                         |                                 |
| Tempo de Seleção Olímpica – 59.66      | 1                 |                                   |                                 |
| Vagas de Universalidade                | 1                 |                                   |                                 |
| Vagas de Convite                       | 1                 | ROT Equipe Olímpica de Refugiados | Yusra Mardini                   |
| Total                                  | 22                |                                   |                                 |

#### 200 m borboleta
| Forma de qualificação                    | Número de atletas | CON                | Nadadoras qualificadas      |
| ---------------------------------------- | ----------------- | ------------------ | --------------------------- |
| Tempo de Qualificação Olímpica – 2:08.43 | 2                 | AUS Austrália      | Brianna Throssell           |
| Tempo de Qualificação Olímpica – 2:08.43 | 2                 | CHN China          |                             |
| Tempo de Qualificação Olímpica – 2:08.43 | 2                 | USA Estados Unidos | Hali Flickinger Regan Smith |
| Tempo de Qualificação Olímpica – 2:08.43 | 2                 | GBR Grã-Bretanha   | Laura Stephens Alys Thomas  |
| Tempo de Qualificação Olímpica – 2:08.43 | 2                 | HUN Hungria        |                             |
| Tempo de Qualificação Olímpica – 2:08.43 | 2                 | JPN Japão          | Suzuka Hasegawa             |
| Tempo de Qualificação Olímpica – 2:08.43 | 1                 | GER Alemanha       | Franziska Hentke            |
| Tempo de Qualificação Olímpica – 2:08.43 | 1                 | POR Portugal       | Ana Monteiro                |
| Tempo de Qualificação Olímpica – 2:08.43 | 1                 | RUS Rússia         |                             |
| Tempo de Seleção Olímpica – 2:12.28      | 1                 |                    |                             |
| Vagas de Universalidade                  | 1                 |                    |                             |
| Total                                    | 15                |                    |                             |

#### 200 m medley
| Forma de qualificação                    | Número de atletas | CON                | Nadadoras qualificadas            |
| ---------------------------------------- | ----------------- | ------------------ | --------------------------------- |
| Tempo de Qualificação Olímpica – 2:12.56 | 2                 | GER Alemanha       |                                   |
| Tempo de Qualificação Olímpica – 2:12.56 | 2                 | AUS Austrália      | Kaylee McKeown                    |
| Tempo de Qualificação Olímpica – 2:12.56 | 2                 | CAN Canadá         | Sydney Pickrem                    |
| Tempo de Qualificação Olímpica – 2:12.56 | 2                 | CHN China          | Chen Xinyi Yu Yiting              |
| Tempo de Qualificação Olímpica – 2:12.56 | 2                 | USA Estados Unidos | Kate Douglass Alex Walsh          |
| Tempo de Qualificação Olímpica – 2:12.56 | 2                 | FRA França         | Cyrielle Duhamel Fantine Lesaffre |
| Tempo de Qualificação Olímpica – 2:12.56 | 2                 | GBR Grã-Bretanha   | Alicia Wilson Abbie Wood          |
| Tempo de Qualificação Olímpica – 2:12.56 | 2                 | JPN Japão          | Yui Ohashi Miho Teramura          |
| Tempo de Qualificação Olímpica – 2:12.56 | 1                 | BUL Bulgária       | Diana Petkova                     |
| Tempo de Qualificação Olímpica – 2:12.56 | 1                 | KOR Coreia do Sul  | Kim Seo-yeong                     |
| Tempo de Qualificação Olímpica – 2:12.56 | 1                 | HUN Hungria        |                                   |
| Tempo de Qualificação Olímpica – 2:12.56 | 1                 | ISR Israel         | Anastasia Gorbenko                |
| Tempo de Qualificação Olímpica – 2:12.56 | 1                 | ITA Itália         |                                   |
| Tempo de Qualificação Olímpica – 2:12.56 | 1                 | SUI Suíça          | Maria Ugolkova                    |
| Tempo de Qualificação Olímpica – 2:12.56 | 1                 | TUR Turquia        | Viktoriya Zeynep Güneş            |
| Tempo de Seleção Olímpica – 2:16.54      | 1                 |                    |                                   |
| Vagas de Universalidade                  | 1                 |                    |                                   |
| Total                                    | 23                |                    |                                   |

#### 400 m medley
| Forma de qualificação                    | Número de atletas | CON                | Nadadoras qualificadas                    |
| ---------------------------------------- | ----------------- | ------------------ | ----------------------------------------- |
| Tempo de Qualificação Olímpica – 4:38.53 | 2                 | CAN Canadá         | Sydney Pickrem                            |
| Tempo de Qualificação Olímpica – 4:38.53 | 2                 | CHN China          | Yu Yiting                                 |
| Tempo de Qualificação Olímpica – 4:38.53 | 2                 | ESP Espanha        |                                           |
| Tempo de Qualificação Olímpica – 4:38.53 | 2                 | USA Estados Unidos | Hali Flickinger Emma Weyant               |
| Tempo de Qualificação Olímpica – 4:38.53 | 2                 | ITA Itália         | Ilaria Cusinato Sara Franceschi           |
| Tempo de Qualificação Olímpica – 4:38.53 | 2                 | JPN Japão          | Yui Ohashi Ageha Tanigawa                 |
| Tempo de Qualificação Olímpica – 4:38.53 | 2                 | HUN Hungria        | Katinka Hosszú Viktória Mihályvári-Farkas |
| Tempo de Qualificação Olímpica – 4:38.53 | 1                 | FRA França         | Fantine Lesaffre                          |
| Tempo de Qualificação Olímpica – 4:38.53 | 1                 | GBR Grã-Bretanha   | Aimee Willmott                            |
| Tempo de Qualificação Olímpica – 4:38.53 | 1                 | SRB Sérvia         | Anja Crevar                               |
| Tempo de Seleção Olímpica – 4:46.89      | 1                 |                    |                                           |
| Vagas de Universalidade                  | 1                 |                    |                                           |
| Total                                    | 15                |                    |                                           |

## Eventos de revezamento
16 foram qualificadas para cada evento, perfazendo um total de 112 equipes.
As equipes poderiam qualificar de duas maneiras:
- As doze nações melhor posicionadas nos eventos de revezamento no Campeonato Mundial da FINA de 2019, em Gwangju, qualificaram para o respectivo evento de revezamento nos Jogos Olímpicos de Verão de 2020, baseado nos resultados das eliminatórias.

- As quatro equipes restantes por evento de revezamento foram as equipes com os melhores tempos no Ranking Mundial da FINA de 31 de maio de 2021, que tenham sido atingidos durante o período de qualificação e em eventos aprovados pela FINA.

- Se alguma das equipes qualificadas não pudesse participar por alguma razão, sua vaga no evento seria oferecida para a próxima equipe elegível para aquele evento no ranking.

### Sumário de qualificação
| CON                 | Masculino   | Masculino   | Masculino    | Feminino    | Feminino    | Feminino     | Misto        | Total |
| CON                 | 4×100 livre | 4×200 livre | 4×100 medley | 4×100 livre | 4×200 livre | 4×100 medley | 4×100 medley | Total |
| ------------------- | ----------- | ----------- | ------------ | ----------- | ----------- | ------------ | ------------ | ----- |
| RSA África do Sul   |             |             |              |             |             | Yes          |              | 1     |
| GER Alemanha        | Yes         | Yes         | Yes          | Yes         | Yes         | Yes          | Yes          | 7     |
| AUS Austrália       | Yes         | Yes         | Yes          | Yes         | Yes         | Yes          | Yes          | 7     |
| BLR Bielorrússia    |             |             | Yes          |             |             | Yes          | Yes          | 3     |
| BRA Brasil          | Yes         | Yes         | Yes          | Yes         | Yes         |              | Yes          | 6     |
| CAN Canadá          | Yes         |             | Yes          | Yes         | Yes         | Yes          | Yes          | 6     |
| CHN China           |             | Yes         | Yes          | Yes         | Yes         | Yes          | Yes          | 6     |
| KOR Coreia do Sul   |             | Yes         |              |             | Yes         |              |              | 2     |
| DEN Dinamarca       |             |             |              | Yes         | Yes         |              |              | 2     |
| USA Estados Unidos  | Yes         | Yes         | Yes          | Yes         | Yes         | Yes          | Yes          | 7     |
| FIN Finlândia       |             |             |              |             |             | Yes          |              | 1     |
| FRA França          | Yes         | Yes         | Yes          | Yes         | Yes         |              |              | 5     |
| GBR Grã-Bretanha    | Yes         | Yes         | Yes          | Yes         |             | Yes          | Yes          | 6     |
| GRE Grécia          | Yes         |             | Yes          |             |             |              | Yes          | 3     |
| HKG Hong Kong       |             |             |              | Yes         | Yes         | Yes          |              | 3     |
| HUN Hungria         | Yes         | Yes         | Yes          |             | Yes         |              | Yes          | 5     |
| IRL Irlanda         |             | Yes         |              |             |             |              |              | 1     |
| ISR Israel          |             | Yes         |              |             | Yes         |              | Yes          | 3     |
| ITA Itália          | Yes         | Yes         | Yes          |             | Yes         | Yes          | Yes          | 6     |
| JPN Japão           | Yes         | Yes         | Yes          | Yes         | Yes         | Yes          | Yes          | 7     |
| LTU Lituânia        |             |             | Yes          |             |             |              |              | 1     |
| NZL Nova Zelândia   |             |             |              |             | Yes         |              |              | 1     |
| NED Países Baixos   | Yes         |             |              | Yes         |             | Yes          | Yes          | 4     |
| POL Polônia         | Yes         | Yes         | Yes          | Yes         |             |              | Yes          | 5     |
| CZE República Checa |             |             |              | Yes         |             |              |              | 1     |
| RUS Rússia          | Yes         | Yes         | Yes          | Yes         | Yes         | Yes          | Yes          | 7     |
| SRB Sérvia          | Yes         |             |              |             |             |              |              | 1     |
| SWE Suécia          |             |             |              | Yes         |             | Yes          |              | 2     |
| SUI Suíça           | Yes         | Yes         |              |             |             | Yes          |              | 3     |
| Total: 29 CONs      | 16          | 16          | 16           | 16          | 16          | 16           | 16           |       |

### Revezamento 4x100 m livre masculino
| Evento de qualificação                      | Número de equipes | Equipes qualificadas |
| ------------------------------------------- | ----------------- | --- |
| Campeonato Mundial de 2019                  | 12                | USA Estados Unidos GBR Grã-Bretanha RUS Rússia AUS Austrália ITA Itália BRA Brasil FRA França HUN Hungria JPN Japão GRE Grécia GER Alemanha POL Polônia |
| Melhores tempos de equipes não qualificadas | 4                 | CAN Canadá SUI Suíça SRB Sérvia NED Países Baixos |
| Total                                       | 16                | |

### Revezamento 4x200 m livre masculino
| Evento de qualificação                      | Número de equipes | Equipes qualificadas |
| ------------------------------------------- | ----------------- | --- |
| Campeonato Mundial de 2019                  | 12                | ITA Itália RUS Rússia USA Estados Unidos AUS Austrália CHN China BRA Brasil GBR Grã-Bretanha GER Alemanha JPN Japão ISR Israel POL Polônia SUI Suíça |
| Melhores tempos de equipes não qualificadas | 4                 | FRA França HUN Hungria IRL Irlanda KOR Coreia do Sul                                                                                                 |
| Total                                       | 16                | |

### Revezamento 4x100 m medley masculino
| Evento de qualificação                      | Número de equipes | Equipes qualificadas |
| ------------------------------------------- | ----------------- | --- |
| Campeonato Mundial de 2019                  | 12                | RUS Rússia USA Estados Unidos JPN Japão GBR Grã-Bretanha AUS Austrália BRA Brasil CHN China GER Alemanha BLR Bielorrússia CAN Canadá LTU Lituânia HUN Hungria |
| Melhores tempos de equipes não qualificadas | 4                 | ITA Itália FRA França POL Polônia GRE Grécia |
| Total                                       | 16                | |

### Revezamento 4x100 m livre feminino
| Evento de qualificação                      | Número de equipes | Equipes qualificadas |
| ------------------------------------------- | ----------------- | --- |
| Campeonato Mundial de 2019                  | 12                | AUS Austrália CAN Canadá SWE Suécia USA Estados Unidos JPN Japão NED Países Baixos CHN China GER Alemanha RUS Rússia HKG Hong Kong CZE República Checa POL Polônia |
| Melhores tempos de equipes não qualificadas | 4                 | GBR Grã-Bretanha FRA França DEN Dinamarca BRA Brasil |
| Total                                       | 16                | |

### Revezamento 4x200 m livre feminino
| Evento de qualificação                      | Número de equipes | Equipes qualificadas |
| ------------------------------------------- | ----------------- | --- |
| Campeonato Mundial de 2019                  | 12                | AUS Austrália USA Estados Unidos RUS Rússia CHN China GER Alemanha CAN Canadá HUN Hungria JPN Japão POL Polônia NZL Nova Zelândia HKG Hong Kong KOR Coreia do Sul |
| Melhores tempos de equipes não qualificadas | 4                 | GBR Grã-Bretanha ITA Itália FRA França ISR Israel |
| Realocação de vaga não utilizada            | 2                 | BRA Brasil DEN Dinamarca |
| Total                                       | 16                | |

### Revezamento 4x100 m medley feminino
| Evento de qualificação                      | Número de equipes | Equipes qualificadas |
| ------------------------------------------- | ----------------- | --- |
| Campeonato Mundial de 2019                  | 12                | USA Estados Unidos AUS Austrália ITA Itália CAN Canadá CHN China SWE Suécia GBR Grã-Bretanha JPN Japão GER Alemanha NED Países Baixos SUI Suíça RUS Rússia |
| Melhores tempos de equipes não qualificadas | 4                 | BLR Bielorrússia FIN Finlândia HKG Hong Kong RSA África do Sul                                                                                             |
| Total                                       | 16                | |

### Revezamento 4x100 m medley misto
| Evento de qualificação                      | Número de equipes | Equipes qualificadas |
| ------------------------------------------- | ----------------- | --- |
| Campeonato Mundial de 2019                  | 12                | USA Estados Unidos AUS Austrália RUS Rússia GBR Grã-Bretanha CAN Canadá ITA Itália NED Países Baixos GER Alemanha BLR Bielorrússia ISR Israel POL Polônia HUN Hungria |
| Melhores tempos de equipes não qualificadas | 4                 | CHN China JPN Japão GRE Grécia BRA Brasil |
| Total                                       | 16                | |

## Eventos de águas abertas

### Linha do tempo
| Evento                                    | Data                     | Local   |
| ----------------------------------------- | ------------------------ | ------- |
| Campeonato Mundial de 2019                | 12 a 28 de julho de 2019 | Gwangju |
| Pré-Olímpico de Maratona Aquática de 2021 | 19 e 20 de junho de 2021 | Setúbal |
| Realocação de vaga não utilizada          |                          | —       |

### Maratona 10 km masculina
| Evento de qualificação                    | Número de atletas | Nadadores qualificados |
| ----------------------------------------- | ----------------- | --- |
| Campeonato Mundial de 2019                | 10                | GER Florian Wellbrock FRA Marc-Antoine Olivier GER Rob Muffels HUN Kristóf Rasovszky USA Jordan Wilimovsky ITA Gregorio Paltrinieri NED Ferry Weertman ESP Alberto Martínez ITA Mario Sanzullo FRA David Aubry |
| Pré-Olímpico de Maratona Aquática de 2021 | 9 11              | GBR Hector Pardoe GRE Athanasios Kynigakis ISR Matan Roditi JPN Taishin Minamide POR Tiago Campos RUS Kirill Abrosimov ECU David Farinango TUN Oussama Mellouli RSA Michael McGlynn° MEX Daniel Delgadillo^    |
| Qualificação Continental                  | 54                | CZE Matej Kozubek CAN Hau-Li Fan NAM Phillip Seidler HKG William Yan Thorley |
| Host country                              | 0                 | - |
| Total                                     | 25                | |

° Realocação de vaga de país sede

^ Realocação de vaga continental

### Maratona 10 km feminina
| Evento de qualificação                    | Número de atletas | Nadadoras qualificadas |
| ----------------------------------------- | ----------------- | --- |
| Campeonato Mundial de 2019                | 10                | CHN Xin Xin USA Haley Anderson ITA Rachele Bruni FRA Lara Grangeon BRA Ana Marcela Cunha USA Ashley Twichell AUS Kareena Lee GER Finnia Wunram GER Leonie Beck NED Sharon van Rouwendaal         |
| Pré-Olímpico de Maratona Aquática de 2021 | 5 10              | HUN Anna Olasz ESP Paula Ruiz CAN Kate Sanderson GBR Alice Dearing POR Angélica André ARG Cecilia Biagioli RUS Anastaslia Kirpichnikova ECU Samantha Arévalo SLO Špela Perše RSA Michelle Weber^ |
| Qualificação Continental                  | 5 4               | ALG Souad Cherouati VEN Paola Pérez UKR Krystyna Panchishko SGP Chantal Liew |
| País-sede                                 | 1                 | JPN Yumi Kida |
| Total                                     | 25                | |

^ Realocação de vaga continental